# スカロヴィア語
スカロヴィア語（スカロヴィアご）は、バルト語派の言語である。
西バルト語群に属するか、またはスカロヴィア人の言語の方言と考えられている。東バルト語群と西バルト語群との遷移時期にあった言語の可能性がある。